# Mérindol-les-Oliviers
Mérindol-les-Oliviers là một xã thuộc tỉnh Drôme trong vùng Auvergne-Rhône-Alpes đông nam nước Pháp. Xã Mérindol-les-Oliviers nằm ở khu vực có độ cao từ 266-782 mét trên mực nước biển.